# 高橋友子
高橋友子（日语：／ Takahashi Tomoko，1945年—），日本前女子羽球運動員。
高橋友子於1968年在全日本綜合羽球錦標賽贏得女子單打全國冠軍頭銜。在1966年亞洲運動會羽毛球比賽上，她贏得女子單打銅牌和女子雙打銀牌（搭檔為天野博江。1969年，她與天野博江在著名的全英羽球錦標賽獲得女子雙打亞軍。
在1966年優霸盃對陣美國的決賽中，她與天野博江搭檔雙打，先以9:15、15:9、15:7贏了蒂娜·貝里納加/凱洛琳·簡森組合，再以8:15、4:15輸給茱蒂·德夫林·哈希曼/羅西妮·瓊斯組合。最終，日本隊以5-2獲勝而成為世界冠軍。
在1969年優霸盃對陣印尼的決賽中，高橋とも子同時出賽單、雙打。她在第三單打以11:3、11:8贏了梁碧媛；她與天野博江的雙打先以15:4、15:5贏了努爾黑娜/赫絲蒂·里亞納瓦蒂組合，再以兩個15:8贏了米納妮/芮特諾·庫斯蒂加組合。最終，日本隊以6-1衛冕成功。